# Crassula flava
Crassula flava (лат.) — вид суккулентных растений рода Толстянка (Crassula) семейства Толстянковые (Crassulaceae), естественно произрастающий на территории Капской провинции Южно-Африканской Республики.

## Название
Родовое латинское название Crassula происходит от латинского слова crassus, — «толстый», в основном из-за присутствия у растений этого рода сочных листьев.
Видовой латинский эпитет flavus переводится как «жёлтый».

## Ботаническое описание
Многолетний кустарник достигает высоты до 40 см. Листья ланцетно-треугольные, иногда продолговато-треугольные, размерами (15-)20-35(-50) х (l-)2-4(-5) мм. Они резко острые или редко несколько округлые, голые, за исключением округлых краевых ресничек, и могут быть от зеленого до желтовато-зеленого цвета. Старые листья остаются на растении.
Соцветие представляет собой верхушечный тирс с округлой верхушкой, содержащий небольшое или большое количество дихазий, обычно без отчетливого цветоноса. Чашечка состоит из узкотреугольных долей длиной 5,5-6,6 мм, с резкими и часто втянутыми в бесцветное острие краевыми зубцами. Доли чашечки мясистые и зеленые. Венчик трубчатый, сросшийся у основания на 0,8-1,1 мм, бывает белого, кремового или желтого цвета; лопасти линейно-продолговатые до продолговато-эллиптических, 7-9 мм в длину, обычно острые, с выраженным субтерминальным дорсальным придатком, который загнут назад. Тычинки с коричневыми пыльниками. Чешуйки поперечно-продолговатые до квадратных, размерами 0,2-0,3х0,3-0,4 мм, слегка выемчатые и едва суженные книзу, мясистые, желтые.

## Распространение и экология
Встречается на юго-западе Капской провинции, начиная от Капского полуострова и Тульбаха, и простираясь до Бредасдорпа. Основные места обитания — песчаные нижние склоны, реже в понижениях, чаще в открытой невысокой растительности.
Вид представляет собой высокую изменчивость, особенно в форме и размере листьев. В окрестностях Бредасдорпа цветки чаще имеют желтый оттенок, а каждая завязь содержит 6-8 (-10) семязачатков. В то время как на западе представители этого вида склонны к кремовому или белому цвету цветков, и каждая завязь содержит 14-22 семяпочек. Между этими крайностями существует ряд промежуточных вариантов.

## Таксономия
Crassula flava L., первое упоминание в Mant. Pl. 1: 60 (1767).

### Синонимы
Гомотипные (основанные на одном и том же номенклатурном типе):
- Rochea flava (L.) DC.
- Sedum flavum (L.) Kuntze

Гетеротипные (основанные на разных номенклатурных типах):
- Crassula bullata Haw.
- Crassula bullulata Haw.
- Crassula burmanniana (Eckl. & Zeyh.) D.Dietr.
- Crassula burmanniana var. minor Schönland
- Curtogyne burmanniana Eckl. & Zeyh.
- Curtogyne flava Eckl. & Zeyh.
- Kalosanthes flava Sweet
- Larochea flava Haw.
- Rochea burmanniana (Eckl. & Zeyh.) Steud.